# Бялы-Дунаец (гмина)
Бялы-Дунаец (пол. Biały Dunajec) — сельская гмина (волость) в Польше, входит как административная единица в Татровский повет, Малопольское воеводство. Население — 6753 человека (на 2004 год).

## Демография
| Перепись                       | Всего   | Всего | Женщины | Женщины | Мужчины | Мужчины |
| ------------------------------ | ------- | ----- | ------- | ------- | ------- | ------- |
| Единицы                        | человек | %     | человек | %       | человек | %       |
| Население                      | 6753    | 100   | 3464    | 51,3    | 3289    | 48,7    |
| Плотность населения (чел./км²) | 190,2   | 190,2 | 97,5    | 97,5    | 92,6    | 92,6    |

## Соседние гмины
1. Гмина Буковина-Татшаньска
2. Гмина Чарны-Дунаец
3. Гмина Поронин
4. Гмина Шафляры